# Приказка без край 2: Следващата глава
„Приказка без край 2: Следващата глава“ (на английски: The NeverEnding Story II: The Next Chapter) е американско фентъзи от 1990 г. и е продължение на „Приказка без край“ (1984), в който е базиран на едноименната книга, написана от Михаел Енде. Режисьор е Джордж Т. Милър и във филма участват Джонатан Брандис като Бастиян Букс, Кени Морисън като Атрею и Александра Джоунс като Детската царица. Единственият актьор, който се завръща от първият филм, е Томас Хил с ролята си на Карл Конрад Кореандер.

## Актьорски състав
| Актьор            | Роля                         |
| ----------------- | ---------------------------- |
| Джонатан Брандис  | Бастиян Балтазар Букс        |
| Кени Морисън      | Артею                        |
| Клариса Бърт      | Ксаиде                       |
| Джон Уесли Шип    | Барни Букс (баща на Бастиян) |
| Александра Джоунс | Детската царица              |
| Томас Хил         | Карл Конрад Кореандер        |
| Доналд Артър      | Фалкор (глас)                |

## В България
В България филмът е издаден на VHS от „Брайт Айдиас“ през 1994 г.
На 16 март 2012 г. е излъчен по „Би Ти Ви Синема“.
Дублажи
| Превод              | Росица Статева                                                     |
| Озвучаващи артисти  | Меглена Караламбова Владимир Пенев Иван Петрушинов Никола Стефанов |
| Звукорежисьор       | Петър Колев                                                        |
| Режисьор на дублажа | Костадин Бонев                                                     |

| Озвучаващи артисти  | Петя Миладинова Лина Шишкова Мариана Лечева Владимир Колев Кирил Ивайлов |
| Преводач            | Соня Иванова                                                             |
| Тонрежисьор         | Галина Наумова                                                           |
| Режисьор на дублажа | Здрава Каменова                                                          |